# Saint-Oyens
Saint-Oyens − miejscowość i gmina (commune) w zachodniej Szwajcarii, w kantonie Vaud, w okręgu (district) Morges.  

## Demografia
W Saint-Oyens mieszka 455 osób. W 2021 roku 19,3% populacji gminy stanowiły osoby urodzone poza Szwajcarią.